# Kuripan 2
Kuripan 2 is een bestuurslaag in het regentschap Ogan Komering Ulu Selatan van de provincie Zuid-Sumatra, Indonesië. Kuripan 2 telt 667 inwoners (volkstelling 2010).